# 順序環

実数全体 は順序環であり順序体でもある。 整数全体 は順序環だが順序体ではない。

抽象代数学において、順序環（じゅんじょかん、英: Ordered ring）は、演算と両立するような全順序が定義された（通常は可換な）環を言う。即ち、R が順序環であるとき、任意の元 a, b, c ∈ R に対し、以下の二つが成り立つ。
- a ≤ b ならば a + c ≤ b + c.
- 0 ≤ a かつ 0 ≤ b ならば 0 ≤ ab.

## 例
順序環は算術においてなじみ深い代数系である。整数全体の成す集合 {\displaystyle \mathbb {Z} }、有理数全体の成す集合 {\displaystyle \mathbb {Q} }、実数全体の成す集合 {\displaystyle \mathbb {R} } はすべて通常の大小関係を順序として順序環となる (後ろの二つは順序体でもある)。それに対し複素数全体の成す集合 {\displaystyle \mathbb {C} } はいかなる順序のもとでも順序環にはならない（虚数単位 i を0以上としても0以下としても矛盾が生じるため）。  

## 正元
実数の集合における概念のアナロジーとして、0 < c である元 c は正、c < 0 である元 c を負の元と呼ぶ。0 は正でも負でもないとする。
順序環 R の正元全体の成す集合をしばしば R+ と表記する。

## 絶対値
順序環 R の任意の元 a に対し、以下のように絶対値 |a| を定めることができる。
{\displaystyle |a|:={\begin{cases}a,&{\mbox{if }}0\leq a,\\-a,&{\mbox{otherwise.}}\end{cases}}}
ここで −a は a の加法逆元である。

## 離散順序環
0 と 1 との間に元を持たないような順序環を、離散順序環 (discrete ordered ring) と呼ぶ。整数全体の成す集合 Z などがその例であり、有理数全体の集合 Q や実数全体の集合 R はそうではない。

## 性質
Rの任意の元 a, b, c に対し、
- a ≤  b かつ 0 ≤  c ならば ac ≤  bc[3]。この性質を順序環の定義に用いることもある。
- |ab| = |a| |b|[4]。
- 自明でない順序環は無限環である[5]。
- 次の3つのうち、いずれか一つのみが成り立つ（英語版）: a は正、−a は正、あるいは a = 0[6]。この性質は順序環が加法に関してアーベル群かつ全順序群であることから導かれる。これより、{\displaystyle \mathbb {C} } が順序環にはならないことが従う。
- 順序環 R の正元の集合が乗法で閉じているならば、そのときに限り R は零因子を持たない[7]。
- 任意の 0 でない元の2乗は正になる[8]。実際、a ≠ 0 で a = b2 であるとすると、b ≠ 0 かつ a  = (-b )2 となる。上述の性質より b か −b のどちらかは正だから、定義の2番目の性質より a も正である。